# Stora Klotstjärnen
Stora Klotstjärnen är en sjö i Lindesbergs kommun i Västmanland och ingår i Norrströms huvudavrinningsområde.